# Gompholobium capitatum
Gompholobium capitatum är en ärtväxtart som beskrevs av Allan Cunningham. Gompholobium capitatum ingår i släktet Gompholobium och familjen ärtväxter. Inga underarter finns listade i Catalogue of Life.